# 鉄塔の怪人
『鉄塔の怪人』（てっとうのかいじん）は、光文社の月刊娯楽雑誌「少年」に1954年（昭和29年）1月号から同年12月号まで連載された江戸川乱歩作の少年向け推理小説シリーズの第10話目である。ポプラ社からは『鉄塔王国の恐怖』の題名で刊行されている。

## 解説
桃源社『江戸川乱歩全集』あとがきによると、この作は戦前の1933年（昭和8年）12月号から翌年の11月号まで雑誌『キング』に連載された『妖虫』の着想を取り入れて換骨奪胎、リメイクした作品であり、『妖虫』の赤い蠍のかわりに黒いカブトムシを登場させたものである。少年ものには大人向け長篇からの趣向の一部流用、繰り返しが多いが、その中でも自己模倣に徹した作品である。
この年、乱歩は還暦を迎え、同年10月からの『化人幻戯』などの作品を発表し、翌年にかけて非常な多作を課している。その直前の時期に執筆された作品である。『妖虫』のリライトとしては、氷川瓏による『赤い妖虫』が存在するが、氷川作品がショッキングな場面をカットし、残虐味を薄れさせようとする手法を用いているのに対し、『鉄塔の怪人』は『妖虫』の筋を残しながら、書き出し・結末ともにまったく別の世界を築き上げているところに特色がある。原型をそのままなぞっているのではなく、部分的に順序を入れ替え、脚色がなされており、人物も役どころに従って入れ替えが行われている。江戸川乱歩は黒岩涙香や海外作家の長篇の翻案を何作か行っているが、自分の作品の長篇に対しても巧妙にリメイクを施している。
新保博久はこのリメイクの理由として、武田武彦による『黄金仮面』のリメイクの失敗と、少年もので『透明怪人』・『宇宙怪人』とSF調の作が続いたことにより、本来の探偵小説の面白味を復活させるため、過去作品の再利用を考えたのではないか、という説をあげている。

## あらすじ
探偵明智小五郎の少年助手、小林芳雄はある夕方、麹町の探偵事務所の近くの人通りの少ない通りで、怪しい老人に出会う。老人は小林がやって来るのを待ち受けていたと語り、覗きからくりを小林に見せた。その中には深い森の中の西洋の城のような丸い塔のある黒い建物があり、そのまわりには一匹の、人間ほどの大きさのあるカブトムシが鹿を襲う光景が映し出されていた。老人はこの光景を覚えておくように、実際に同じ山や森や城やカブトムシが存在する、その時に恐ろしいことが起こると予言して、その場を立ち去っていった。
数日後、真夜中の銀座通りで、母子家庭の山村志郎という少年が巨大なカブトムシの化け物を目撃する。志郎は警邏中の警官に抱きつき、警官はカブトムシを追跡し、発砲したが、カブトムシはそれをものともせず、前方から来た客を乗せた一台の自動車に飛びつき、乗り越えて数寄屋橋をわたり、そのまま姿を消してしまった。
その二週間後、荻窪の高橋太一郎という昭和鉄工会社の社長の屋敷に、友人の木村の使いと称する村瀬という男を出迎える。実は村瀬は木村の会社の社員ではなく、高橋に自分たちが建造している鉄塔王国への一千万円の寄付を依頼しに来たのであった。それを拒絶するならば、高橋の次男の賢二を王国の近衛兵にするべく誘拐すると脅迫し、二週間前の銀座でのカブトムシの戦車のことを持ち出した。
その3日後、高橋の次男の賢二は自室で読書中に骸骨模様のあるカブトムシを見て、恐怖する。同じ日の晩、高橋の書生の広田も高橋邸の庭で、巨大カブトムシが高橋の子供たちの勉強部屋の窓に取りついているのを目撃した。高橋氏の書斎にはカブトムシからの賢二誘拐の予告文が置かれてあった。
事態を重く見た高橋家では警察に連絡するだけではなく、長男の壮一の勧めにより私立探偵の明智小五郎に事件を依頼すべきだ、ということになり、書生の広田を明智の事務所に派遣した。ところが、明智の旅行中を狙った賊が明智になりすましており、小林を事務所の地下の落とし穴に突き落とし、広田もその中に落とされてしまう。偽の明智はその後、高橋家を訪問し、賢二を都内の親戚の家に預けるべきだと提案し、高橋氏を車内で麻酔薬入りの葉巻で眠らせ、賢二誘拐に成功するかと思われたが、落とし穴から脱出した小林に自動車の車輪をパンクさせられ、逃げ出してしまった。
しかし、賊はその後報復として小林を誘拐し、カブトムシの鎧の中に閉じ込めて丸ビルに放置した。また、壮一・賢二兄弟の前には、小林に覗きからくりを見せた老人が現れ、兄弟を脅かして立ち去っていった。賊は賢二を誘拐するという予告状を再度送りつけたため、高橋家では警察に連絡するが、正木と名乗る警部補が派遣され、予告通りに賢二は行方不明になってしまった。そんなところへ警視庁の中村警部が私立探偵の明智小五郎を連れてやって来た。明智は賊の用いたトリックを解明するが、そんな折、カブトムシ一味から賢二と交換に一千万円を用意するようにという電話がかかって来た。明智は賢二を必ず取り返すという約束をするが、警察に張り込ませたことを約束違反とした賊は、身代わりの子供を高橋に渡し、賢二を鉄塔王国の兵隊にすると連れ去ってしまった。
だが、女乞食に変装した明智が同じく子供の乞食にばけた小林に命じて、賊の自動車に隠れて尾行するように指示していた。果たして、鉄塔王国とはどこに存在するのか、また賢二少年の運命はいかに…。

## 登場人物
- 小林芳雄 … 探偵明智小五郎の助手。「少年探偵団」の団長（ただし、この物語には「少年探偵団」どころが、その予備軍である「チンピラ別働隊」すら登場せず、ほとんどが小林の一人舞台である）。
- 山村志郎 … 中学2年生。銀座の裏の小さいお菓子屋の2階に、デパートの仕立て部で勤務している母親と二人で暮らしている。
- 高橋太一郎 … 荻窪の千坪ある屋敷に住んでいる、昭和鉄工会社の社長。
- 高橋壮一 … 太一郎の長男。
- 高橋賢二 … 太一郎の次男。カブトムシの賊に狙われる。
- 広田 … 高橋家の書生。大学生。
- 青木 … 同書生。
- 村瀬 … 30歳位の、痩せた人相の良くない男。カブトムシの賊の一味。
- 近田 … 明智の助手と称する男。実はカブトムシの賊の一味。
- 正木信三 … 中村警部の部下と名乗る警部補。実はカブトムシの賊の一味。
- 中村 … 警視庁の警部。
- 明智小五郎 - 名探偵。
- 木村正一 … カブトムシの賊が賢二の替え玉に用いた少年。
- 怪人二十面相（四十面相） - 鉄塔王国の主。

## 二十面相の最期
この作品の結末において、綾辻行人らは怪人二十面相は鉄塔から落下して死んでしまった、とする見解を述べている。新保博久はこれを二十面相シリーズの常套文句としてとらえ、同様の文句は『青銅の魔人』などにも見られるとしている。